# 大三村
大三村（おおみつむら）は三重県一志郡にあった村。現在の津市白山町の北東端、雲出川の左岸、近鉄大阪線・大三駅の周辺にあたる。

## 地理
- 河川：雲出川、三ヶ野川、大村川

## 歴史
- 1889年（明治22年）4月1日 - 町村制の施行により、大村・岡村および三ヶ野村の大部分の区域をもって発足。
- 1955年（昭和30年）3月15日 - 家城町・川口村・倭村・八ツ山村と合併して白山町が発足。同日大三村廃止。

## 交通

### 鉄道路線
- 近畿日本鉄道
  - 大阪線
    - 大三駅
- 中勢鉄道
  - 鉄道線（1943年廃止）
    - 亀ヶ広駅 - 伊勢二本木駅

### 道路
- 国道165号
- 初瀬街道

## その他
1945年（昭和20年）7月28日夜の津空襲で建物を焼失した三重県立図書館は、1946年（昭和21年）8月に三重師範学校附属国民学校に間借りして業務を再開するまでの間、大三村に事務所を置いていた。